# DirectShow
DirectShow är ett API för att hantera video- och ljudströmmar under Microsoft Windows. Det är en vidareutveckling av Video for Windows (VFW) som lanserades 1995 i DirectX. 
DirectShow är numera inte en del av DirectX, utan har blivit en del av Windows SDK.
Det använder COM och fungerar genom att man använder olika färdiga "filter" för de vanliga saker man brukar vilja göra: fånga, spela upp, konvertera, komprimera eller på annat sätt manipulera medieströmmar på Windowsplattformen. Man kan även skriva egna "filter" i till exempel C++ eller Visual Basic. Ett "filter" är egentligen ett litet program och dessa går att kombinera i sekvenser, lite som byggklossar, för att uppnå olika saker. Används till exempel för att skapa program som mediaspelare eller program för ljudredigering och videoredigering.